# Relations entre l'Égypte antique et la Grèce antique
Les relations entre l'Égypte antique et la Grèce antique sont très anciennes. 
L'Égypte rayonnait auprès de ses voisins qui la visitèrent dès la VIe dynastie, la dernière de l'Ancien Empire, couvrant une période variant entre 2374 à 2140 av. J.-C. Ces contacts se développèrent principalement au cours du Ier millénaire avant notre ère.

## Visiteurs grecs et leurs publications sur l'Égypte
- Hérodote (Ve siècle) : L’enquête :  Livre II
- Anaxagore (Ve siècle)
- Diodore de Sicile (Ier siècle av. J.-C.) : Bibliothèque historique : Livre I
- Strabon (Ier siècle av. J.-C. - Ier siècle apr. J.-C.) : Géographie : livre XVII
- Plutarque (Ier siècle - IIe siècle) : Œuvres morales : Traité 23 : de Iside et Osiride
- Hécatée d'Abdère : Aegyptica (non conservé ; connu par Diodore de Sicile)
- Agatharchidès : Histoires (non conservé ; connu par Diodore de Sicile)

## Visites contestées
- Pythagore[2] : pas d'écrits sur l'Égypte
- Solon : pas d'écrits sur l'Égypte
- Thalès[3]
- Platon[4]

## Autres écrits d'influence grecque
- Manéthon de Sebennytos : Aegyptiaca
- Pline l'Ancien : Histoire naturelle : Livre V, VI et XXXVI
- Claude Ptolémée : Géographie : Livre V
- Horapollon : Hieroglyphica
- Ammien Marcellin (romain d'origine grecque) : Res gestae : livre XVII et XXII